# 拉姆里·阿里
拿督拉姆里·阿里是沙巴公园的前董事长。1999年12月，在老挝巴色进行的国际自然保护联盟区域会议中，拉姆里·阿里被授予弗雷德·M·惠普WCPA-IUCN奖。该奖旨在表彰他对马来西亚自然保护和保护区运动的贡献。他是获得该奖的唯一马来西亚人。其中婆罗洲的猪笼草杂交草阿里猪笼草（Nepenthes × alisaputrana）即是以他的名字命名的。